# Allium ritsi
Allium ritsi — вид рослин з родини амарилісових (Amaryllidaceae); ендемік Греції.

## Поширення
Ендемік Греції (півострів Малея).